# ネクラ
ネクラ（根暗）とは、性格の「根」が暗いこと、あるいは根が暗い人を指す俗語である。対義語にネアカ（根明）、派生語にネクラ族やネブクロがある。起源については複数の説があり定かではないが、タレントのタモリが1970年代後半から自身の出演番組で盛んに用い、人の性質を単純に二分化できる軽さもあって1982年の流行語となった。ネクラの「根」とは、性根（しょうね）や根性（こんじょう）など、その人が持つ根本の精神性を指す言葉である。

## 経緯

### 造語の誕生
起源については諸説あり、タレントの九十九一を発端とする説、音楽プロデューサーの立川直樹を介して広まったとする説、タレントのタモリが九十九に向けた言葉が発端とする説、漫画家のいしかわじゅんが創作したものにタモリが乗じたとする説などがある。このうち立川説については詳細は定かではないが、タモリ説については1978年1月に『タモリのオールナイトニッポン』において発信されたのが始まりとされる。評論家の小林信彦は1982年1月に出版した『笑学百科』の中で次のように記している。
小林によると「根が明るい」という表現はごくありふれたものだったが、「根が暗い」という表現は珍しさがあった。さらにタモリが「根」を「値」のように発音していたこともおかしさを倍増させた。デビュー当時のタモリは劇作家の寺山修司の物真似を得意としており、この俗語についても寺山をはじめとした前衛演劇の関係者やフォークシンガーに向けられたものともいわれる。
ジャーナリストの榊原昭二は『月刊言語』1985年1月号の中で、著述家の難波田紀夫の説として以下の内容を紹介している。それによると、いしかわが発信したことが端緒となり、1976年に『週刊プレイボーイ』誌上の対談においてさくまあきら達により九十九に対してレッテル貼りが行われた。その後、1980年にタモリが松岡正剛との共著で『愛の傾向と対策』を刊行した際、ネクラを頻繁に話題にしたことからブームとなった、というものである。
九十九本人は「さくまあきらっていうやつが、僕を罠にはめたんです。『本を出すからインタビュー頼む』って言うから行ってやったらあの通り」と発言している。ただし、この発言は『週刊プレイボーイ』の対談を指すのか、1982年にさくまや堀井雄二らの共著で『オレたちネクラ族』が刊行されたことを指すのかは定かではない。なお、九十九はこの俗語について「ダサい、調子乗り、陰気、センスの悪さ、地方のにおい」など様々な要素を含んだものであり、冗談や言葉の遊びのひとつと解釈している。
その後もタモリは対義語のネアカと共に盛んに用いて拡散させた。やがて、その軽さや、他者の性質を単純に二分化できる便利さも相まって1982年の流行語となった。言葉の解釈についてタモリは1984年に行われたジャーナリストの筑紫哲也との対談の中で次のように評している。タモリによれば芸能界入り以降、人を見分ける基準に困っていた中で発見したのが「ネクラ・ネアカ」の二分化だったとしている。この場合のネクラは「表面的には明るく見えるが実は暗さを抱える、その反対に表面的には暗く見えるが根の部分では明るい」という意味で、外観と内実のギャップを示す言葉となる。
『現代用語の基礎知識1983』にも掲載されたが、ここでは「奥深そうな、物知りそうな、無口の人」、鷹橋信夫著の『昭和世相流行語辞典』では「うわべは明るく陽気にふるまっていても本質は暗い性格の持ち主のこと」と記されている。なお、『現代用語』では「ねくら族」なる派生語とその対義語にあたる「ひょうきん族」、榊原著の『現代世相語辞典』では「根っから暗い気分の人」とのみ記され、ネクラの母親を意味する「ネブクロ」なる派生語を紹介している。

### 受容の変化
この俗語は一部の芸人にとどまらず、歌手や俳優など多くの芸能人の間でも盛んに用いられたといい、「冗談、ユーモア、洒落が分かるか否か」の意味であつかわれていた。例えば冗談を発した者が相手からの評価が得られなかった際、逆に相手を「暗い性格！」とからかうのだった。また、筑紫との対談の中でネクラを肯定的に解釈していたタモリだが、この俗語や「根」の問題を自身が生業としていた「ニューミュージック批判」「純文学批判」へと用いていた。ここで批判対象となったのがミュージシャンのさだまさしや作家の渡辺淳一などで、中でもさだは話術の巧さやバイオリンを弾く姿もあって女性からの人気を獲得していたが、陰に潜む暗さを狙われてネクラ視されるに至った。なお、当時のタモリは毒舌家として鳴らしており、「これはシャレなんですから、怒ってはいけない」と断りを入れながら、特定の物事に対して挑発を続けるのが常套手段となっていた。
やがて大衆の間に広まる過程で「表面的に明るいか暗いか」の意味のみで用いられるようになり、さらに「（流行に）のれない」「ダサい」と同義、あるいは地方出身者を揶揄する言葉へと変化した。こうした受容についてライターの近藤正高は「（タモリによるニューミュージック批判や、純文学批判が）若者を中心に暗いものはカッコ悪いという風潮を作り出すことに一役買ったことは間違いないだろう」と指摘している。なお、一連の受容についてタモリは「暗いやつが明るいやつのように振る舞うのは見苦しくて悲惨もいいとこだ、暗いやつは暗いまんまで表現したほうが、かえって面白い場合があるんだと。でももう追っつかないですね」と否定的に捉え、筑紫は「わりあい（人付き合いが）器用に見えて、下手な世代になっている」「表向きは付き合うけど、どこか自分を出せない。自分がネクラに見られたら大変だという強迫観念がある」と評した。

### いじめ問題への波及
人や物の価値を「明暗」のみで判断する風潮は学校でのいじめ問題を通じてエスカレートした。この時期は1970年代後半から1980年代前半にかけて中学校や高等学校で頻出していた教師への暴力事件（校内暴力）が教師側の対策や校則の厳格化などにより沈静化し、それに代わって友人や生徒間での内向きな暴力や悪ふざけが急増した。その矛先は、おとなしい生徒や下級生、果ては浮浪者といった弱者へも向けられた。1984年から1985年にかけて日本国内の教育現場では、いじめを苦に生徒が自殺する事件が多発したが、1986年2月には東京都内の中学生が教師も加わった悪ふざけの末に自殺する事件（中野富士見中学いじめ自殺事件）が発生し社会問題化した。
生徒間では「ノリの良さ」「ひょうきんさ」「不真面目さ」などが重要視され、集団になじめず同調性の低い生徒は「ネクラ」、教師への密告者は「チクリ」、真面目で物事に熱心に取り組む生徒は「ガリ勉」「マジ」などの烙印が押され、からかいや軽蔑、排斥の対象となった。からかいや暴力行為は、学級委員や徒競走の選手への故意の選出、プロレスごっこなど様々な形を借りて行われるもので、一見すると遊びの延長線上にある行為のように見える。そのため、からかう側の生徒は教師から現場を押さえられ咎めを受けても判を押したかのように「ふざけてやっているだけ」と、うそぶくのだった。
こうした傾向は1980年代にビートたけし、タモリ、島田紳助らが毒舌ぶりでメディアを賑わし、子供向けのお笑い番組では老人や女性などの弱者、容姿の劣る者を攻撃する内容が常態化、フジテレビジョンが「軽チャー路線」を掲げるなどの動きと軌を一にするものであり、当時は大人から子供まで「パロディとナンセンスがわからない者は論外」といった扱いを受けていた。評論家の井尻千男は自著の中で次のように記している。
劇作家の山崎哲は1988年10月5日付けの『朝日新聞』のコラムにおいて、奈良県で発生したいじめられっ子の報復殺人事件について次のように記している。

### その後の状況
小林は2000年に出版した『現代〈死語〉ノート 2(1977〜1999)』にこの俗語を収録している。ただし、1980年代当時の受容とタモリの性質への分析に止まり、2000年時点での受容のされ方についての記述はない。
日本語学者の米川明彦は2017年に出版した『俗語入門 俗語はおもしろい!』の中で「ネクラ」「ネアカ」の双方を取り上げ、前者については現在も使用され、後者については廃れたものとしている。
2010年代にはネットスラングや若者言葉として「陰キャ・陽キャ」という言葉が使用されている。これについて陰キャは「ネクラ」、陽キャは「ネアカ」が転じたものともいう見方もあれば、用法的には似ているが「性格の明暗」を表すというよりも、「コミュニケーション能力の有無」を表すものといった見方もある。